# Big City Sounds
Big City Sounds — студійний альбом гурту The Jazztet, під керівництвом трубача Арта Фармера і саксофоніста Бенні Голсона, випущений у 1960 році лейблом Argo.

## Опис
На цій сесії 1960 року на лейблі Argo грає гурт the Jazztet під керівництвом трубача Арта Фармера і саксофоніста Бенні Голсона. У найближчі декілька місяців ансамбль встиг виступити на телебаченні, записав попередній дебютний альбом Meet the Jazztet (1960), який став одним з бестселерів у каталозі Argo, а також взяв участь у ключових джазових фестивалях і виступив у провідних клубах по всій країні.
Чотири композиції альбому написані Голсоном: «The Cool One» (яка нагадує попередній хіт Голсона «Killer Joe»), «Blues On Down», «Bean Bag» і «Five Spot After Dark». Інші композиції відображаються прагнення гурту представити різноманітний репертуар: «Hi-Fly» Ренді Вестона, балада-стандарт «My Funny Valentine», «Con Alma» Діззі Гіллеспі та ін.

## Список композицій
1. «The Cool One» (Бенні Голсон) — 2:55
2. «Blues On Down» (Бенні Голсон) — 6:00
3. «Hi-Fly» (Ренді Вестон) — 5:48
4. «My Funny Valentine» (Лоренц Гарт, Річард Роджерс) — 4:35
5. «Wonder Why» (Семмі Кан) — 5:51
6. «Con Alma» (Діззі Гіллеспі) — 4:57
7. «Lament» (Дж. Дж. Джонсон) — 3:28
8. «Bean Bag» (Бенні Голсон) — 4:34
9. «Five Spot After Dark» (Бенні Голсон) — 3:16

## Учасники запису
- Арт Фармер — труба
- Бенні Голсон — тенор-саксофон
- Том Макінтош — тромбон
- Седар Волтон — фортепіано
- Томмі Вільямс — контрабас
- Альберт Гіт — ударні

Технічний персонал
- Кей Нортон — продюсер
- Чак Стюарт — фотографія
- Емметт Макбейн — дизайн